# Zwei Söhne von Francisco
Zwei Söhne von Francisco ist ein brasilianischer Film des Regisseurs Breno Silveira aus dem Jahr 2005. Der Film erzählt die Geschichte der beiden Brüder Mirosmar und Emival Camargo, die aus ärmlichen Verhältnissen im Hinterland des brasilianischen Bundesstaates Goiás stammen und als ein Country-Duo die brasilianischen Hitparaden stürmen.
Der Film war ein Kassenschlager und einer der erfolgreichsten brasilianischen Filme aller Zeiten. Er wurde von rund 5,5 Millionen Kinozuschauern gesehen. 2006 gewann er die Auszeichnung Grande Prêmio Cinema Brasil.

## Handlung
Francisco Camargo ist ein Bauer im brasilianischen Bundesstaat Goiás. Seine große Leidenschaft ist die Musik. Daher möchte er zwei seiner Söhne zu richtigen Stars machen. Er schenkt seinem ältesten Sohn Mirosmar ein Akkordeon, seinem zweitältesten Sohn Emival eine Gitarre und übt Singen mit ihnen. Durch die wirtschaftliche Not auf dem Land zieht es die mittlerweile neunköpfige Familie in die Hauptstadt des Bundesstaats Goiânia, wo sie in einer heruntergekommenen Baracke leben. Um die Haushaltskasse aufzubessern, musizieren die beiden Brüder am Busbahnhof der Stadt, wobei sie bald von einem Musikproduzenten entdeckt werden. Dieser bietet ihrem Vater an, aus ihnen eine dupla sertaneja (Country-Duo) zu machen. In den nächsten vier Monaten gehen die drei auf Tournée in der Region und feiern große Erfolge. Durch einen tragischen Verkehrsunfall kommt Emival ums Leben. Schwer vom Tod seines Bruders getroffen greift Mirosmar erst Jahre später wieder zum Akkordeon und gibt sich den Künstlernamen Zezé di Camargo. Er zieht mit seiner Frau und seinen beiden Kindern nach São Paulo, weil er hofft, dort größeren Erfolg mit seiner Musik zu haben. Sein jüngerer Bruder Welson folgt ihm nach São Paulo und die beiden gründen das Sängerpaar Zezé di Camargo e Luciano. Ihr Lied É o amor wurde ein Nummer-eins-Hit und ist bis heute das bekannteste Lied der Gruppe.

## Kritik
„Der Musikfilm ‚Zwei Söhne von Francisco‘ räumt auf intelligente Weise gleich mit einer ganzen Reihe von Brasilienklischees auf und zeigt unbekannte Seiten der brasilianischen Kultur und Mentalität.“